# Макрофаг
Макрофагите (от гръцки: μακρός – голям и φάγος – ям) са клетки, получени при диференциацията на моноцитите в тъканите. Човешките макрофаги са около 21 μm в диаметър. Макрофагите, както и техните прекурсори моноцитите са фагоцити – клетки, извършващи активна фагоцитоза. Макрофагите със своята фагоцитираща функция са част от вродения имунитет при човека, но изпълняват и функцията на антиген представящи клетки, с което играят съществена роля и при адаптивния имунитет. Средната продължителност на живот на зрелия макрофаг е няколко дни, докато незрелите могат да живеят месеци и дори години. Макрофагите могат да бъдат идентифицирани по специфичния букет от протеини, които синтезират, в това число: нCD14, CD11b, EMR1, лизозим M, MAC-1/MAC-3 и CD68. Придвижват се с помощта на псевдоподи.

## Видове макрофаги в тъканите
В зависимост от локацията си макрофагите имат и различни имена:
| Име                                  | Локация                                                                     |
| Алвеоларни макрофаги                 | алвеолите на белия дроб                                                     |
| Хистиоцити                           | съединителна тъкан                                                          |
| Купферови клетки                     | черен дроб                                                                  |
| Микроглия                            | нервна тъкан                                                                |
| Епителиоидни клетки                  | грануломи                                                                   |
| Остеокласти                          | кости                                                                       |
| Синузиални клетки                    | слезка                                                                      |
| Интрагломеруларни месангиални клетки | бъбрек                                                                      |
| Гигантски клетки                     | струпвания на макрофаги около патоген или чуждо тяло в съединителната тъкан |

## Функция

### Участие във вродения имунитет
Тяхната роля е да фагоцитират (поглъщат и смилат) клетъчни отломки (дебри) патогени, както като стационарни клетки, така и като мобилни. Те са професионалните фагоцитиращи клетки, които атакуват чужди субстанции, включително микроорганизми и туморни клетки, като ги разрушават и поглъщат остатъците от тях. Образуването на гранулом е реакцията на макрофагите срещу големите чужди частици, обикновено резистентни на фагоцитоза и ензимно смилане. Грануломът съдържа чуждата частица, обградена от макрофаги, прилепени плътно едни за други. 

### Участие в придобития имунитет
Макрофагите са професионални антиген представящи клетки, експресиращи МНС клас II на повърхността си. След фагоцитозата чуждите антигени (протеини) се процесират и фрагменти от тях се експонират на повърхността на клетката от МНС II молекулите. По този начин антигенът се представя на T-лимфоцитите, които задействат механизма на адаптивния имунен отговор.

## Макрофаги и ХИВ
Подобно на T-клетките, макрофагите могат да бъдат инфектирани от вируса на СПИН, като даже стават резервоар, от който се освобождават нови вирусни частици в тялото. ХИВ инвазира макрофага чрез своя gp120, който разпознава CD4 и CCR5 по повърхността на макрофага. Както циркулиращите моноцити, така и резидентните макрофаги са мишена за ХИВ.